# Paradox temporal
Un paradox temporal, paradox al timpului sau paradox al călătoriei în timp este un paradox, o contradicție aparentă sau o contradicție logică asociată ideii de călătorie în timp sau a cunoașterii dinainte a viitorului. În timp ce noțiunea de călătorie în timp spre viitor este compatibilă cu înțelegerea actuală a fizicii prin dilatarea timpului relativistă, paradoxurile temporale apar din circumstanțe care implică o ipotetică călătorie în timp spre trecut - și sunt adesea folosite pentru a demonstra imposibilitatea ei.

## Tipuri
Paradoxurile temporale se împart în trei categorii principale: paradoxurile bootstrap, paradoxurile de consistență și paradoxul lui Newcomb. Paradoxurile bootstrap încalcă principiul cauzalității, permițând evenimentelor viitoare să influențeze trecutul și să se provoace singure pe ele însele, similar expresiei „a se ridica în sus apucându-se de propriile ghete”. Paradoxurile de consistență, pe de altă parte, sunt acelea în care evenimentele viitoare influențează trecutul pentru a cauza o contradicție aparentă, exemplificată de paradoxul bunicului, unde o persoană călătorește în trecut pentru a-și ucide bunicul. Paradoxul lui Newcomb provine din contradicțiile aparente care decurg din presupunerea atât a liberului arbitru, cât și a cunoașterii dinainte a evenimentelor viitoare. Toate acestea sunt uneori denumite individual „bucle cauzale”. Termenul „buclă temporală” este uneori confundat cu o „buclă cauzală”, dar deși par similare, buclele cauzale sunt imuabile și se auto-originează, în timp ce buclele temporale se resetează constant.

### Paradoxul Bootstrap
Paradoxul bootstrap, cunoscut și sub numele de buclă informațională, paradox informațional, paradox ontologic,  sau paradox al predestinării, este un paradox al călătoriei în timp care apare atunci când orice eveniment, cum ar fi o acțiune, o informație, un obiect sau o persoană, își provoacă în cele din urmă propria existență, ca o consecință fie a retrocauzalității, fie a călătoriei în timp.
Călătoria înapoi în timp ar permite informațiilor, oamenilor sau obiectelor ale căror istorii par să „vină de nicăieri”. Astfel de evenimente cu buclă cauzală există atunci în spațiu-timp, însă originea lor nu poate fi determinată. Noțiunea de obiecte sau informații care sunt „auto-existente” în acest fel este adesea considerată paradoxală. Everett dă drept exemplu filmul Undeva, cândva, care implică un obiect fără origine: o femeie bătrână îi oferă un ceas unui dramaturg care mai târziu călătorește în timp și o întâlnește pe aceeași femeie când era tânără, oferindu-i același ceas pe care ea i-l va da mai târziu. Un exemplu de informație care a „venit de nicăieri” este prezent în filmul Star Trek IV: Călătoria acasă, în care un inginer din secolul al XXIII-lea călătorește în timp și îi oferă formula pentru aluminiu transparent inginerului din secolul al XX-lea care se presupune că l-a inventat.

#### Paradoxul predestinării
Smeenk folosește termenul „paradox al predestinării” pentru a se referi specific la situațiile în care un călător în timp se duce în trecut pentru a încerca să prevină un eveniment din trecut.

### Paradoxul bunicului

Sus: traiectoria originală a mingii de biliard. Mijloc: mingea de biliard iese din viitor și se lovește în trecut, împiedicând intrarea mingii din trecut în mașina timpului.
Jos: Mingea de biliard nu va intra niciodată în mașina timpului, creând astfel paradoxul și punând sub semnul întrebării modul în care sinele său din trecut ar putea ieși vreodată din mașina timpului și să-și schimbe cursul.

Paradoxul consistenței, cunoscut și ca paradoxul bunicului, apare atunci când trecutul este modificat în orice fel, creând astfel o contradicție. Un exemplu frecvent este călătoria în trecut și intervenția în concepția propriilor strămoși (cum ar fi provocarea morții unui părinte în prealabil), afectând astfel propria concepție. Dacă călătorul în timp nu s-ar fi născut, atunci nu ar fi fost posibil pentru călător să întreprindă o astfel de acțiune. Prin urmare, strămoșul trăiește pentru a da naștere strămoșului din generația următoare a călătorului în timp și, în cele din urmă, călătorului în timp. Astfel, nu există un rezultat previzibil pentru aceasta. Paradoxurile consistenței apar ori de câte ori este posibilă schimbarea trecutului. O posibilă rezolvare este aceea că un călător în timp poate face orice s-a întâmplat deja, dar nu poate face nimic din ce nu s-a întâmplat. A face ceva ce nu s-a întâmplat duce la o contradicție. Acest lucru este denumit principiul lui Novikov al auto-consistenței.

#### Variante
Paradoxul bunicului cuprinde orice schimbare adusă trecutului și este prezentat în numeroase variante, inclusiv uciderea sinelui din trecut. Atât paradoxul „retro-sinuciderii” cât și paradoxul bunicului au apărut în scrisori trimise revistei Amazing Stories în anii 1920. O altă variantă a paradoxului bunicului este paradoxul „Hitler” sau paradoxul „uciderii lui Hitler”, în care protagonistul călătorește în trecut pentru a-l ucide pe Adolf Hitler înainte ca acesta să poată declanșa al Doilea Război Mondial și Holocaustul. Mai degrabă decât să împiedice fizic călătoria în timp, acțiunea elimină orice motiv pentru călătorie, împreună cu orice cunoștință că motivul a existat vreodată.
Fizicianul John Garrison și colegii săi oferă o variațiune a paradoxului unui circuit electronic care trimite un semnal printr-o mașină a timpului pentru a se opri pe sine, primind apoi semnalul înainte de a-l trimite.

### Paradoxul lui Newcomb
Paradoxul lui Newcomb este un experiment gândit care evidențiază o contradicție aparentă între principiul utilității așteptate și principiul dominației strategice.
Experimentul gândit este adesea extins pentru a explora cauzalitatea și liberul arbitru prin introducerea conceptului de „predictori perfecți”: dacă există predictori perfecți ai viitorului, de exemplu dacă există călătoria în timp ca mecanism pentru predicții perfecte, atunci predicțiile perfecte par să contrazică liberul arbitru deoarece deciziile luate aparent cu liber arbitru sunt deja cunoscute predictorului perfect. Predestinarea nu implică neapărat o putere supranaturală și ar putea fi rezultatul altor mecanisme de „precunoaștere infailibilă”. Probleme care apar din infailibilitate și influențarea viitorului sunt explorate în paradoxul lui Newcomb.

## Rezoluții propuse

### Imposibilitate logică
Chiar și fără a ști dacă călătoria în timp spre trecut este fizic posibilă, este posibil să demonstrăm folosind logica modală că schimbarea trecutului duce la o contradicție logică. Dacă este neapărat adevărat că trecutul s-a întâmplat într-un anumit fel, atunci este fals și imposibil ca trecutul să se fi întâmplat în orice alt mod. Un călător în timp nu ar putea schimba trecutul față de cum este acesta, ci ar acționa doar într-un mod deja consistent cu ceea ce s-a întâmplat obligatoriu.
Luarea în considerare a paradoxului bunicului i-a determinat pe unii să creadă că însăși călătoria în timp este paradoxală și, prin urmare, logic imposibilă. De exemplu, filozoful Bradley Dowden⁠(d) a prezentat acest tip de argument în manualul Raționament logic, susținând că posibilitatea de a crea o contradicție exclude total călătoria în timp spre trecut. Cu toate acestea, unii filozofi și oameni de știință cred că o călătorie în timp spre trecut nu trebuie să fie logic imposibilă cu condiția să nu existe nicio posibilitate de a schimba trecutul, așa cum sugerează, de exemplu, principiul lui Novikov al auto-consistenței. Dowden și-a revizuit părerea după ce a fost convins de acest lucru într-un schimb de opinii cu filozoful Norman Swartz⁠(d).

### Timp iluzoriu
Luarea în considerare a posibilității călătoriei în timp invers într-un univers ipotetic descris de o metrică Gödel l-a determinat pe faimosul logician Kurt Gödel să afirme că timpul ar putea fi el însuși un fel de iluzie. El sugerează ceva similar conceptului de timp bloc, în care timpul este doar o altă dimensiune ca spațiul, cu toate evenimentele din toate timpurile fiind fixate în acest „bloc” cvadridimensional.

### Imposibilitate fizică
Sergey Krasnikov scrie că aceste paradoxuri bootstrap - informație sau un obiect care se buclează prin timp - sunt același lucru; paradoxul aparent principal este un sistem fizic care evoluează într-o stare într-un mod care nu este guvernat de legile sale.:4 El nu le găsește paradoxale și atribuie problemele legate de validitatea călătoriei în timp altor factori din interpretarea relativității generale.:14–16

#### Bucle auto-suficiente
Un articol din 1992 publicat de fizicienii Andrei Lossev și Igor Novikov a etichetat astfel de obiecte fără origine drept Jinn, la singular Jinnee.:2311–2312 Această terminologie a fost inspirată de djinnii din Coran, care sunt descriși ca nelăsând nicio urmă când dispar.:200–203 Lossev și Novikov au permis ca termenul „Jinn” să cuprindă atât obiectele, cât și informațiile cu originea reflexivă; pe primele le numeau „Jinn de prim rang”, iar pe cele din urmă „Jinn de rang doi”.:2315–2317:208 Ei subliniază că un obiect care face o trecere circulară prin timp trebuie să fie identic ori de câte ori este adus înapoi în trecut, altfel ar crea o inconsecvență; a doua lege a termodinamicii pare să necesite ca obiectul să tindă către o stare de energie mai scăzută de-a lungul istoriei sale, iar astfel de obiecte identice în puncte repetitive din istoria lor par să contrazică acest lucru, dar Lossev și Novikov au susținut că, din moment ce a doua lege cere doar ca entropia să crească în sistemele închise, un Jinn ar putea interacționa cu mediul său în așa fel încât să recupereze entropia „pierdută”.:200–203 Ei subliniază că nu există o „diferență strictă” între Jinn de primul și al doilea rang.:2320 Krasnikov ezită între „Jinn”, „bucle autosuficiente” și „obiecte auto-existente”, numindu-le „lei” sau „obiecte cu buclă sau intruziune” și afirmă că nu sunt mai puțin fizice decât obiectele convenționale, „care, la urma urmei, ar putea apărea doar din infinit sau dintr-o singularitate”.:8–9

#### Principiul lui Novikov al auto-consistenței
Principiul auto-consistenței dezvoltat de Igor Dmitriyevich Novikov(p. 42 note 10) exprimă o viziune asupra modului în care călătoria înapoi în timp ar fi posibilă fără a genera paradoxuri. Conform acestei ipoteze, deși relativitatea generală permite unele soluții exacte care permit călătoria în timp ce conțin curbe temporale închise care conduc înapoi la același punct din spațiu-timp, fizica din sau din apropierea curbelor temporale închise (mașini ale timpului) poate fi consistentă doar cu legile universale ale fizicii, prin urmare doar evenimente auto-consistente pot avea loc. Orice face un călător în timp în trecut trebuie să fi făcut parte din istorie dintotdeauna, iar acesta nu poate niciodată să facă ceva pentru a împiedica călătoria sa în timp să se întâmple, deoarece aceasta ar reprezenta o inconsistență. Autorii concluzionează că călătoria în timp nu trebuie să conducă la paradoxuri insolubile, indiferent de tipul obiectului trimis în trecut.
Fizicianul Joseph Polchinski a analizat o situație paradoxală care implică o minge de biliard trasă într-o gaură de vierme la un unghi perfect astfel încât să fie trimisă înapoi în timp și să se ciocnească cu sinele ei din trecut, deviindu-i traiectoria și împiedicând-o să intre în gaura de vierme, în primul rând. Kip Thorne a numit această problemă „paradoxul lui Polchinski”. Thorne și doi dintre studenții săi de la Caltech, Fernando Echeverria și Gunnar Klinkhammer, au găsit o soluție care evită orice inconsecvențe, descoperind totodată că există mai multe soluții auto-consistente, cu unghiuri ușor diferite pentru lovitura în trecere în fiecare caz. Analize ulterioare realizate de Thorne și Robert Forward au arătat că pentru anumite traiectorii inițiale ale mingii de biliard, ar putea exista un număr infinit de soluții auto-consistente. Este plauzibil să existe extensii auto-consistente pentru fiecare traiectorie inițială posibilă, deși acest lucru nu a fost încă demonstrat.:184 Lipsa constrângerilor asupra condițiilor inițiale se aplică doar spațiului-timp din afara regiunii care încalcă cronologia spațiului-timp; constrângerile asupra regiunii care încalcă cronologia ar putea fi paradoxale, însă acest lucru nu se cunoaște încă. :187–188
Viziunea lui Novikov nu este larg acceptată. Visser vede buclele cauzale și principiul lui Novikov al auto-consistenței ca o soluție ad-hoc și presupune că există implicații mult mai dăunătoare ale călătoriei în timp. În mod similar, Krasnikov nu găsește nicio problemă inerentă buclelor cauzale, dar identifică alte dificultăți legate de călătoria în timp în cadrul relativității generale.:14–16 O altă presupunere, ipoteza cenzurii cosmice, sugerează că fiecare curbă temporală închisă trece printr-un orizont de evenimente, ceea ce împiedică observarea unor astfel de bucle cauzale.

#### Universuri paralele
Abordarea universurilor multiple care interacționează este o variație a interpretării cu multiple lumi a mecanicii cuantice, care implică faptul că oamenii care călătoresc în timp ajung într-un univers diferit de cel din care au venit; s-a susținut că, deoarece călătorii ajung într-o istorie a unui univers diferit și nu în propria lor istorie, aceasta nu este o călătorie în timp „adevărată”. Stephen Hawking a pledat pentru conjectura protecției cronologiei, care spune că, chiar dacă interpretarea cu multiple lumi este corectă, ne-am aștepta ca fiecare călător în timp să experimenteze o singură istorie auto-consistentă, astfel încât călătorii în timp să rămână în lumea lor, mai degrabă decât să călătorească într-una diferită.
David Deutsch⁠(d) a propus ca calculul cuantic cu o întârziere negativă - călătoria în timp inversă - să producă doar soluții auto-consistente, iar regiunea care încalcă cronologia impune constrângeri care nu sunt aparente prin raționament clasic. Totuși, condiția de auto-consistență a lui Deutsch a fost demonstrată ca fiind capabilă să fie îndeplinită cu o precizie arbitrară de către orice sistem supus legilor mecanicii statistice clasice, chiar dacă nu este construit din sisteme cuantice. De asemenea, Allen Everett a argumentat că, chiar dacă abordarea lui Deutsch este corectă, aceasta ar implica faptul că orice obiect macroscopic compus din particule multiple ar fi divizat atunci când călătorește înapoi în timp, particule diferite apărând în lumi diferite.